# سفارت اندونزی در برازیلیا
سفارت اندونزی در برازیلیا (به پرتغالی: Embaixada da Indonésia em Brasília) یک منطقهٔ مسکونی و نمایندگی سیاسی این کشور در برزیل است که در برازیلیا واقع شده‌است.